# Carditida
Carditida zijn een orde van de tweekleppigen.

## Taxonomie
De volgende taxa zijn bij de orde ingedeeld:
- Familie  † Aenigmoconchidae Betekhtina, 1968
- Familie  † Archaeocardiidae Khalfin, 1940
- Familie  † Eodonidae Carter, D. C. Campbell & M. R. Campbell, 2000
- Superfamilie Carditoidea Férussac, 1822
  - Familie  † Cardiniidae Zittel, 1881
  - Familie Carditidae Férussac, 1822
  - Familie Condylocardiidae Bernard, 1896
- Superfamilie Crassatelloidea
  - Familie Astartidae d'Orbigny, 1844 (1840)
  - Familie Crassatellidae Férussac, 1822
  - Familie  † Myophoricardiidae Chavan, 1969